# 島村英紀
島村 英紀（しまむら ひでき、1941年11月23日- ）は、地震学者（地球物理学者、地球科学者）、日本文藝家協会会員、評論家、エッセイスト。父は島村喜久治。母は島村千枝子。大叔母は吉行あぐり（千枝子の母の妹）。

## 略歴
- 1941年 - 東京に生まれる
- 1964年 - 東京大学理学部物理学科卒業
- 1969年 - 同大学院地球物理学博士課程修了、理学博士、「Model study on core-mantle boundary structure(マントル-コア境界構造についてのモデル実験) 」、東大理学部助手（地球物理学教室）
- 1972年 - 北海道大学助教授（地球物理学教室）
- 1979年 - 教授、北大海底地震観測施設長（初代）
- 1998年 - 北大地震火山研究観測センター長（初代）（2002年まで）
- 2004年 - 国立極地研究所所長

2004年以来、現在まで武蔵野学院大学特任教授。また、CCSS（制御震源地震学国際委員会＝地球内部構造を研究するための人工地震の国際学会）の委員長を1983-1989年に務めた。なお、現在に至るまで、日本人としてはただ一人の委員長である。

## 人物

### 海底地震計の開発
1960年代の大学院生当時、プレート・テクトニクスの黎明期でプレートが生まれるところ（海嶺）も、消えるところ（海溝）も海底にあることが分かり、プレートの動きをいちばん精密に現場で知ることが出来る海底地震計を開発することを、指導教官だった浅田敏らと開始した。（海底でプレートの動きを直接測る観測は不可能である。地震はプレートの動きの結果として起きるもので、その地震がどこに、どのようなメカニズムで起きるかを調べることで、プレートの微細な動きを知ることが出来る。）
当時は使い物になる海底地震計は世界中にまだなく、世界の20ほどの研究グループが競って海底地震計の開発を始めていた「戦国時代」だった。激しい研究開発競争（『地球の腹と胸の内――地震研究の最前線と冒険譚』に詳しい）の結果、世界のほとんどのグループは落伍し、島村らのグループ（浅田は定年で去り、島村は東大から北大に移り、金沢敏彦、稲谷栄己、岩崎貴哉、卜部卓ら若手が加わった）が勝ち残った。この開発の難しさは、宇宙ロケットなみの信頼性とともに、人間の足音を100メートル先でも感じるほどの高感度の地震観測を数千メートルの深海底で行うための高度の電子・機械技術が必要だったことに起因している。
このため、島村らは自ら足を運んで東京・羽田空港の裏手に拡がる町工場や、ジャンク電気部品が集まる東京・秋葉原を巡って、海底地震計のための部品を集めた。海底地震計はこうして手作りで作られた。
こうして、世界でももっとも高感度で、しかも小型軽量で、どんな小さな船（あるいはヘリコプター）でも設置できる海底地震計が完成して、島村のグループは、世界各地のプレート・テクトニクスの要点になる海域各地で、広く観測を行った。
海底地震計による観測には二種類あり、ひとつは「自然地震観測」、もうひとつは「人工地震を使った地下構造の研究」である。前者はふだん起きているごく小さな地震を観測することによって、その海域でのプレートの動きが精密に分かる。地震の85%までが海底に起きている日本近海での海底地震のありさまが、こうして精密に知られるようになった。陸上にある地震計で海底に起きた地震を観測することは、小さい地震が観測できないだけではなく、陸と海の地下構造が違うために、震源や地震のメカニズムを精密に知ることが出来ない大きな難点を持っていた。
他方、地下構造の探査は、諸外国の観測船が石油探査など地質調査用にすでに備えていた大型エアガンという人工震源と島村らの海底地震計を組み合わせることによって、いままでの地質調査では海底下せいぜい4～5キロメートルしか探れなかったのに対して、深さ50キロメートル以上まで調査できるようになった。
このように、海底下の地下構造の研究を飛躍的に進歩させることが出来たので、1990年代ごろからは海底地震計とエアガンを組み合わせて海底下の地下構造を調査することが、世界の標準的な手法になってきている。

### 海底地震メカニズムの解明
島村らは日本近海で多くの海底地震観測を行い、海底下に起きる地震の性質を調べあげた。なかでも日本海中部地震（1983年）や北海道南西沖地震（1993年）など海底下に起きた地震の余震観測を海底地震計で行うことによって、本震（これらの大地震）のメカニズムや性質がはじめて正確に解き明かされただけではなく、ここでユーラシアプレートと北米プレートが衝突していることが明らかになった。このほか自然地震観測では、アイスランド沖の大西洋中央海嶺や、アゾレス諸島沖の大西洋中央海嶺、カリフォルニア沖のゴーダ海嶺、日本と同じようにプレートが潜り込んでいくが、その様式が違うカリブ海、（この200年で7回の大噴火があったので火山性地震を研究するために）ラバウル（パプアニューギニア）、イラン沖のアラビア海などで、精密な震源やメカニズムの研究を行った。
また地下構造の研究としては、ノルウェー沖の大西洋、アイスランド沖の大西洋中央海嶺、北極海、南極海、トルコのマルマラ海、ノルウェー西部のソグネフィヨルドなどで、毎年のように海底地震観測を行って、世界的な成果を得てきている。たとえば、ノルウェー沖での研究からは、ユーラシア大陸が約7500万年前にグリーンランドと分かれて、その間に大西洋が生まれて拡がっていき、その後アイスランドが誕生した歴史を明らかにした。
これら国外での研究の全部は、島村らが日本から海底地震計を持っていき、それぞれの国で借りた海洋観測船（ときには沿岸警備艇や漁船）を使って海底地震計の設置やエアガンによる人工地震を行う、という形の共同研究として行ってきた。このため島村は1987年から2004年まで、毎年（ときには年に複数回）、外国に赴いて、この種の共同研究を組織して、業績を上げてきている。共同研究の相手方としては、ハンブルク大学（ドイツ）、ベルゲン大学（ノルウェー）、アイスランド気象庁、アイスランド大学、ポーランド科学アカデミー地球物理学研究所、アルゼンチン国立南極研究所(IAA)、ケンブリッジ大学（英国）、パリ大学（フランス）、カリフォルニア大学（米国）、リスボン大学（ポルトガル）、オレゴン州立大学（米国, OSU）、フランス国立海洋開発研究所(IFREMER、以前のCNEXO)、イスタンブール工科大学（トルコ）、オーストラリア国立大学(ANU)、ラバウル火山観測所（RVO, パプアニューギニア）、オーストラリア地質調査所(BMR)などにわたっている。
これらの研究の成果は国際的な科学雑誌や国際学会で発表されている。また、採用されることがむつかしい科学雑誌『ネイチャー』にも、島村を筆頭著者として3つの論文が採択された。このほか外国の学術雑誌に英文論文が約100発表されている。
これらの海底地震観測で、島村は97回、合計約1000日乗船し、船上で地球12周を過ごした。研究での海外渡航歴は76回、合計した海外滞在日数は1600日余になる。

### 一般向けの著作
日本科学読物賞、講談社出版文化賞、産経児童出版文化賞を受賞している。簡潔で分かりやすく起承転結がはっきりした文章には定評があり、中学校の国語教科書に、2点が合計18年間にわたって採用された。
島村の著書には「探検もののノンフィクション」の色合いが強い。南極での海底地震観測を描いた『日本海の黙示録―「地球の新説」に挑む南極科学者の哀愁』をはじめ、海底地震計の開発競争を描いた『地球の腹と胸の内――地震研究の最前線と冒険譚』や『地震と火山の島国--極北アイスランドで考えたこと』も、そして後述する『私はなぜ逮捕され、そこで何を見たか。』も、読者が行ったことがない世界に興味を持たせて引きずり込む迫力に満ちているすぐれた探検もの、冒険ものと言える。
2006年から日本文藝家協会の会員になった。母方の祖母の妹が吉行淳之介の母、吉行あぐりである。
2013年5月から『夕刊フジ』に「警戒せよ！ 生死を分ける地震の基礎知識」を毎週連載している。このうち最初の約60回分は2014年9月に『油断大敵！ 生死を分ける地震の基礎知識60』として出版され、次の60回分は2015年12月に『地震と火山の基礎知識―生死を分ける60話』として出版された。

### 地震予知計画への批判
国策として1965年以来続けられてきていた地震予知計画を批判している。1976年に始まった「東海地震」騒ぎが大きくなり、1978年に世界最初の地震立法としての大規模地震対策特別措置法（大震法）が作られ、「東海地震は予知できる」ことを前提とした仕組みが動き出していた。
島村はこの予知計画が、地下で起きる地震の物理現象が未解明のまま、前兆現象だけを集めて地震予知を行おうとし、その前兆もじつはあてにならないものがほとんどだったことを主張し、「公認「地震予知」を疑う」を著したり、各種の新聞・雑誌紙誌上（）でも自説を展開した。（なお「公認「地震予知」を疑う」は、2008年に、その後作られた緊急地震速報、津波警報などの項目などを増補して「「地震予知」はウソだらけ」として刊行されている）。ちなみに、1965年に地震予知計画が始まって以来、東北地方太平洋沖地震以後の今日に至るまで、約半世紀もの間、地震予知は一回も成功したことはない。なお、これらの本は日本経済新聞や朝日新聞の読書面などで取り上げられている。

### 地震計横領疑惑と逮捕勾留と冤罪主張
2005年3月、ノルウェーのベルゲン大学に北大所有の海底地震計を売却したとの業務上横領の容疑で北海道大学から告訴される。しかしこの告訴を受理した札幌地検は業務上横領では立件するには無理と判断し、2006年2月1日、詐欺罪で島村を逮捕し起訴、171日間勾留した。
札幌地裁での裁判では詐欺罪の被害者とされたノルウェー・ベルゲン大学の研究者が詐欺の被害を受けたとは思っていないと証言したほか、海底地震計はそもそも北海道大学の備品にもなっておらず、島村が独自に世界に先駆けて開発したもので北海道大学の所有物ではないと主張したほか、実際には売買は行われていないと主張した。しかも「売った」とされた海底地震計が北大に残っていて、ベルゲン大学はなにも言ってきていなかった。つまりベルゲン大学が支払ったお金は「共同研究費」だった。ただベルゲン大学が、ノルウェーの石油会社からの研究予算獲得のために形式上「買った」形にしたかったのであった。本当はベルゲン大学の事情であった。さらに、入金した金は、検察がいくら調べても、私用に使った形跡はなく、すべて研究費に使われていた。これらのため、北海道大学が告訴して札幌地検が受理した罪名は「業務上横領」だったが、途中から「詐欺」に変わったのは業務上横領では立件できないという検察の見通しゆえであった。このほか、たとえ材料や原料は北海道大学の研究費で買ったとしても、それを使って開発した、世界になかった海底地震計は北海道大学のものではなくて研究者のものだという議論もある。
しかし2007年1月12日札幌地裁で懲役3年、執行猶予4年の判決が出た。2007年刊行の著作『私はなぜ逮捕され、そこで何を見たか。』で、地震予知に対して批判的であったため国策で起訴された冤罪だと主張している。島村はこのような国策逮捕・国策起訴では控訴しても無駄だと控訴を断念し、2011年1月に執行猶予が終わった。
この間、島村は北海道大学から2200万円の損害賠償を求められ、民事で提訴されている。北海道大学の訴えの内容は、島村が大学の備品の海底地震計をノルウェーの大学に売却し、代金約2000万円を島村の口座に振り込ませたというものであった。2006年10月25日に和解が成立し、同年11月1日に島村が1850万円を支払うことで決着がついた。この問題について、島村側は「振り込まれた研究費を自分の口座に入れたこと」は「大学に相談したが、大学では外国から研究費を受けとる仕組みがなかった」と主張している。

### 東日本大震災・地球環境問題・趣味
2011年3月11日に発生した東北地方太平洋沖地震（東日本大震災）に関して、国としての地震情報にモーメントマグニチュードが使用されたことを、唐突なもので気象庁による意図的な情報操作であるとした。
このほか、東日本大震災以後、島村は地震やその対策についての発言を行い、著書や自らのホームページで津波警報や緊急地震速報の問題点を指摘しているほか、震災以後1年の間に4冊の本（後述）を出版した。この本は図書新聞（2011年7月2日）の1面で「内部から反逆のメッセージ」や『ジャーナリスト』（2011年5月25日、日本ジャーナリスト会議）で評価された。そのほか、ドイツのZDFテレビやARDテレビ（ドイツ公共放送連盟）、など国内外のテレビ、新聞、週刊誌、ラジオなどで地震やその対策について発言している。
また地球物理学者として地球温暖化の科学的・国際政治的問題点など地球環境問題にも積極的に発言し子供向けと一般向けの本を相次いで出版している。このうち後者は、2011年3月に起きた東電福島第一原発の事故の前に、地球温暖化とリンクされていた原発の推進政策と地震の危険性について指摘していた。
これらのほか、人間の活動がはからずも地震を起こしてしまった世界の多くの例があり、それらについて著書やホームページで警告を続けている。
そのほか、STAP細胞問題に見る潤沢な国家資金を受けとっている理研など研究所の問題、独立法人化後の大学の研究の変質、科学と政治との距離の取り方など、科学と社会についての論考を発表している。
アフリカで祭祀に使う仮面の蒐集や、1930～1960年代のカメラの収集でも知られている。また、オランダ出身の写真家エド・ファン・デル・エルスケンが使っていたライカM3の所有者でもある。そのほか、中古車の整備も趣味にしている。

## 受賞歴
- 1983年 - 吉村証子記念日本科学読物賞（『地震をさぐる』）
- 1989年 - 講談社出版文化賞（『地球の腹と胸の内』）
- 1992年 - 沖縄研究奨励賞
- 1997年 - ポーランド科学アカデミー外国人終身会員
- 2002年 - 産経児童出版文化賞（『地震と火山の島国--極北アイスランドで考えたこと』）

## 著書

### 単著
- 『地震をさぐる』国土社(日本少年文庫) 1982年　1983年に吉村証子記念日本科学読物賞受賞作。
  - 『新・地震をさぐる』さ・え・ら書房 2011年　全面改訂新版。
- 『深海にもぐる 潜水艇ノーティール号乗船記』国土社 1987年 のち1992年11月に「てのり文庫」に。1990年度から1996年度まで一部を中学校国語の教科書（東京書籍）に掲載 のちに中国の地震出版社で翻訳出版された。
- 『地球の腹と胸の内 地震研究の最前線と冒険譚』情報センター出版局 1988年　1989年講談社出版文化賞受賞作。
- 『教室ではおしえない地球のはなし 硬くない!丸くない!』講談社ブルーバックス)1991年 のちに中国の地震出版社と韓国で翻訳出版された。
- 『地震はどこに起こるのか 地震研究の最前線』講談社ブルーバックス　1993年
- 『日本海の黙示録 <地球の新説>に挑む南極科学者の哀愁』三五館 1994年
- 『地球がわかる50話』岩波ジュニア新書　1994年 1997年度から2005年度まで一部を中学校国語の教科書（教育出版）に掲載
- 『地震列島との共生』岩波科学ライブラリー　1996年
- 『地震は妖怪 騙された学者たち』講談社+α新書　2000年
- 『地震と火山の島国 極北アイスランドで考えたこと』岩波ジュニア新書　2001年　2002年に産経児童出版文化賞受賞。
- 『地震学がよくわかる 誰も知らない地球のドラマ』彰国社 2002年
- 『公認「地震予知」を疑う』柏書房 2004年（増補・改訂して「「地震予知」はウソだらけ」講談社文庫に）
- 『最新地震がよ～くわかる本 地震予知は可能なのか? ポケット図解』秀和システム 2005年
- 『私はなぜ逮捕され、そこで何を見たか。』講談社文庫 2007年
- 『地球環境のしくみ』さ・え・ら書房 2008年
- 『日本人が知りたい地震の疑問66 地震が多い日本だからこそ知識の備えも忘れずに!』ソフトバンククリエイティブ サイエンス・アイ新書　2008年
- 『「地球温暖化」ってなに? 科学と政治の舞台裏』彰国社 2010年
- 『巨大地震はなぜ起きる これだけは知っておこう』花伝社 2011年
- 『日本人が知りたい巨大地震の疑問50 東北地方太平洋沖地震の原因から首都圏大地震の予測まで』ソフトバンククリエイティブ・サイエンス・アイ新書　2011年
- 『直下型地震　どう備えるか』花伝社 2012年
- 『人はなぜ御用学者になるのか--地震と原発』花伝社 2013年
- 『油断大敵！ 生死を分ける地震の基礎知識60』花伝社 2014年
- 『火山入門――日本誕生から破局噴火まで』NHK出版新書 2015年
- 『地震と火山の基礎知識―生死を分ける60話』花伝社 2015年
- 『富士山大爆発のすべて――いつ噴火してもおかしくない』花伝社 2016年
- 『完全解説　日本の火山噴火』秀和システム 2017年
- 『多発する人造地震―人間が引き起こす地震』花伝社 2019年

### 共著
- 『北海道の地震』森谷武男共著 北海道大学図書刊行会 1994年
- 『サイレント・アースクェイク--地球内部からのメッセージ』川崎一朗・浅田敏共著 東京大学出版会 1993年
- 『地震予知と社会』古今書院 2003年

### 監修
- 名探偵コナン推理ファイル　地球の謎 小学館 2003年8月
- 地震なんでも質問箱 全4巻 アリス館 1996年

## 注
1. 1 2  Soloviev, S. L., 1985: The History and the Development Perspectives of the Marine Seismology (in Russian). Nauka, 152 pp.
2. 1 2  『学術月報』（日本学術振興会）。1995年10月号（48巻10号、通巻611号）、1062－1068（38－39）頁
3. 1 2  サイアス、朝日新聞の科学雑誌）、2000年12月号（休刊前の最終号）78-81頁
4. ↑  『InterRidge Japan Newsletter』、第6号（1997年3月）、5－7頁
5. ↑  『科学』（岩波書店）1996年12月号（66巻12号）、835－836頁
6. ↑  教育出版の教師用指導書(2002年)によれば、島村の文章表現の特色は、「1：「問いかけ」や「語りかけ」の表現により、問題点の把握がしやすい。2：問題点に対する説明が簡潔で、わかりやすい。3：形式段落相互のつながりがつかみやすく、構成が平易にとらえられる。4：原因と結果の対応が分かりやすく、なおかつ、生徒の興味・関心をよび起こす表現になっている。5：地球物理学の識見が、生徒の知的好奇心を効果的に喚起する。6：抽象的な表現もあるが、それがかえって生徒の考える力を引きだすものとなっている。」とされている。
7. 1 2  北海道新聞の月刊誌『道新Today』 2001年6月号
8. ↑  たとえば『論壇』(朝日新聞。主張・解説面)､1997年9月25日
9. ↑  『談論』(読売新聞・解説面)､2005年1月11日朝刊
10. ↑  毎日新聞 2004年1月12日朝刊。『論点』「主張・提言・討論の広場（オピニオン）」面
11. ↑  岩波『科学』2003年9月号
12. ↑  『大地の不思議』(静岡新聞・特集面「週刊地震新聞」)､2001年7月2日など
13. ↑  朝日新聞　2011年7月3日　読書面
14. 1 2  長周新聞 2011年4月29日
15. ↑  日本経済新聞「中外時評」 2004年6月13日号
16. ↑  朝日新聞の読書面「ニュースの本棚」2011年7月3日号
17. ↑  朝日新聞 2012年11月13日
18. 1 2  朝日新聞 2007年3月2日
19. ↑  『完全復刻アサヒグラフ　関東大震災(1923年）・三陸大津波(1933年)』 2011年11月30日。朝日新聞出版AERA編集部編。朝日新聞社
20. 1 2 3 4  島村英紀の裁判通信・その14 2006年12月5日に配信）
21. ↑  長周新聞 2011年6月29日
22. ↑  信濃毎日新聞・2010年9月5日
23. ↑  北海道新聞・2010年10月18日
24. ↑  「新・原詩人」 33号（2010年12月）
25. ↑  http://shima3.fc2web.com/shoukoku2-genpatsu.htm
26. ↑  地震は妖怪 騙された学者たち 2000年
27. ↑  日本人が知りたい巨大地震の疑問50 2011年
28. ↑  http://shima3.fc2web.com/sekou9701damzisin.htm
29. ↑  長周新聞・2014年4月9日
30. ↑  長周新聞・2015年1月1日
31. ↑  長周新聞・2012年1月1日
32. ↑  『青淵』 （渋沢栄一記念財団）、2007年12月号、2005年5月号
33. ↑  週刊新潮、2004年12月23日号
34. ↑  日本カメラ　1999年9月号（田中長徳の「中古倶楽部」）
35. ↑  週刊新潮、1998年7月16日号